# Junior's Farm
«Junior's Farm» es una canción del grupo británico Wings, compuesta por Paul McCartney y publicada como sencillo en octubre de 1974, junto con "Sally G" como lado B. Acreditada a Paul y Linda McCartney, la canción alcanzó el puesto 3 en la lista estadounidense Billboard Hot 100 y el 16 en la lista británica UK Singles Chart.

## Grabación y publicación
«Junior's Farm» fue grabada en Nashville (Tennessee) en 1974, durante la estancia del grupo en la granja propiedad de Curly Putman Jr., de donde procede el título de la canción. La canción dio continuidad al éxito de Paul McCartney con Wings tras la publicación del álbum Band on the Run en 1973. 
Para la portada de sencillo fue tomada una fotografía en color que incluía a los miembros de Wings vestidos con trajes extraídos de la letra de «Junior's Farm». Así, por ejemplo, Geoff Britton aparece como crupier, y Denny Laine como esquimal. Sin embargo, en un intento por reducir los costes de publicación, Apple Records publicó el sencillo sin portada, que solo vio la luz en países como España. En otros países de Europa se usó como portada una foto en blanco y negro. 
«Junior's Farm» fue publicado posteriormente en el recopilatorio Wings Greatest en 1978 y en la edición estadounidense de All the Best! en 1987. La edición para estaciones de radio de 3 minutos de duración fue incluida en el recopilatorio de 2001 Wingspan: Hits and History.

## Versiones
- «Junior's Farm» fue versionado por Lee Harvey Oswald Band en el álbum A Taste of Prison.
- En 1996, la canción fue versionada por Galactic Cowboys en el EP Feel the Rage.